# Барчук, Эми
Эми Барчук (англ. Amy Barczuk; 28 октября 1990, Сентенниал, Колорадо) — американская футболистка, защитница и полузащитница.

## Биография
Начинала играть в футбол в команде школы Арапахо, с которой становилась полуфиналисткой чемпионата штата в своём возрасте. Затем выступала за «Риверсайд Ренегэйдз», трёхкратная победительница юношеского чемпионата штата (2003, 2004, 2008), лучший игрок Кубка штата (2009). В 2009—2012 годах играла за команду Колорадского университета, в последнем сезоне была капитаном команды. За четыре года приняла участие во всех 78 матчах своей команды (из них 76 — в стартовом составе) и забила 10 голов. Неоднократно на детском и студенческом уровне включалась в различные символические сборные.
В 2013 году была выбрана во втором раунде драфта под общим 14-м номером командой «Уэстерн Нью-Йорк Флэш», выступавшей в лиге NWSL. 15 апреля 2013 года дебютировала за новый клуб в первой игре сезона против «Скай Блю», однако не закрепилась в основе, сыграв 9 матчей весной и летом 2013 года.
В середине 2013 года вместе с группой футболисток из США перешла на правах аренды в российский клуб «Зоркий» (Красногорск). Дебютный матч в высшей лиге России сыграла 29 сентября 2013 года против клуба «Звезда-2005». Всего в осеннем сезоне 2013 года провела 7 матчей в чемпионате России и завоевала со своим клубом бронзовые награды. Принимала участие в матчах женской Лиги чемпионов, полностью отыграла все 4 матча своей команды.
В 2014 году вернулась в «Уэстерн Нью-Йорк Флэш», где за сезон провела 19 матчей, в половине из них выходила на замены. В 2015 году перешла в другой клуб лиги NWSL — «Бостон Брикерз», была игроком стартового состава команды и сыграла 20 матчей. В феврале 2016 года объявила о завершении профессиональной карьеры.
Призывалась в состав молодёжной (до 23 лет) сборной США.
После окончания игровой карьеры работала тренером в университете Колорадо.

## Личная жизнь
Родители — Марк и Линн Барчук, есть сестра Сара. Её дед играл в баскетбол за команду Университета Детройта, а брат деда профессионально занимался бейсболом.
Замужем, фамилия в браке Шиль (англ. Schiel).